# Estadio Pedro Huamán Román
El Estadio Pedro Huamán Román,anteriormente llamado Estadio Municipal de Nazca es un estadio de fútbol ubicado en la ciudad de Nazca, perteneciente al departamento de Ica en el Perú. Pertenece a la municipalidad provincial de Nazca. Es un estadio de aforo medio, ya que existen en el Perú aproximadamente 30 estadios de mayor capacidad. A pesar de ello, este estadio es el de mayor capacidad en el departamento de Ica.

## Historia
El Estadio Municipal de Nazca es un estadio antiguo de la ciudad Nasqueña. Este ha venido siendo remodelado y construido cada cierto plazo de tiempo. La última remodelación y construcción se realizó en el año 2012 y se culminó en el 2013. 

### SigloXX

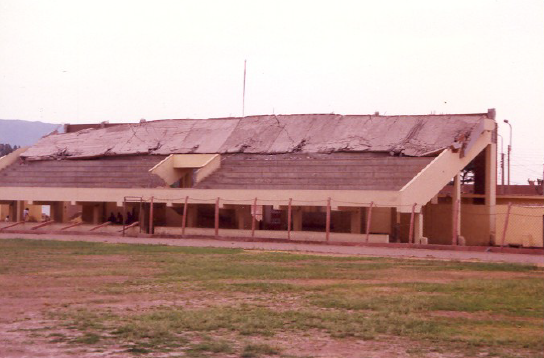
Estadio de Nazca - 1996.

En 1990 y 1991 fue escenario de la Segunda División del Perú. El cuadro del Club Social Deportivo Juan Mata después de hacer una gran campaña en el fútbol amateur entre los años 1988-1989 se instaló en la segunda división profesional del fútbol Peruano. En 1991 debido a malas actuaciones del cuadro rojo descendió a la Copa Perú.
El 12 de noviembre de 1996 ocurrió un terremoto de 7.7 grados a las 11:59 horas (hora local). Su epicentro se halló a unos 135 km al suroeste de la ciudad de Nazca y su Hipocentro se halló a 20 km aproximadamente. Se realizó la inspección del estadio de Nazca y dieron el siguiente resumen:

El estadio municipal de Nasca sufrió la caída total del techo de la única tribuna en volado, que provoco severos daños por impacto en las graderías; la falla se debió a un anclaje insuficiente de la armadura longitudinal de las columnas en volado. Asimismo, se produjeron diversas fisuras de consideración en las columnas y vigas en la zona de la escalera, la cual actuó como un puntal apoyado en el terreno.

Debido a esto, se reconstruyó el techo de la tribuna así como se volvió a construir la malla de seguridad del campo de juego. En esta reconstrucción se le cambió de nombre al estadio llamándolo Estadio 12 de Noviembre, fecha donde ocurrió el Terremoto de Nasca de 1996. 

### 

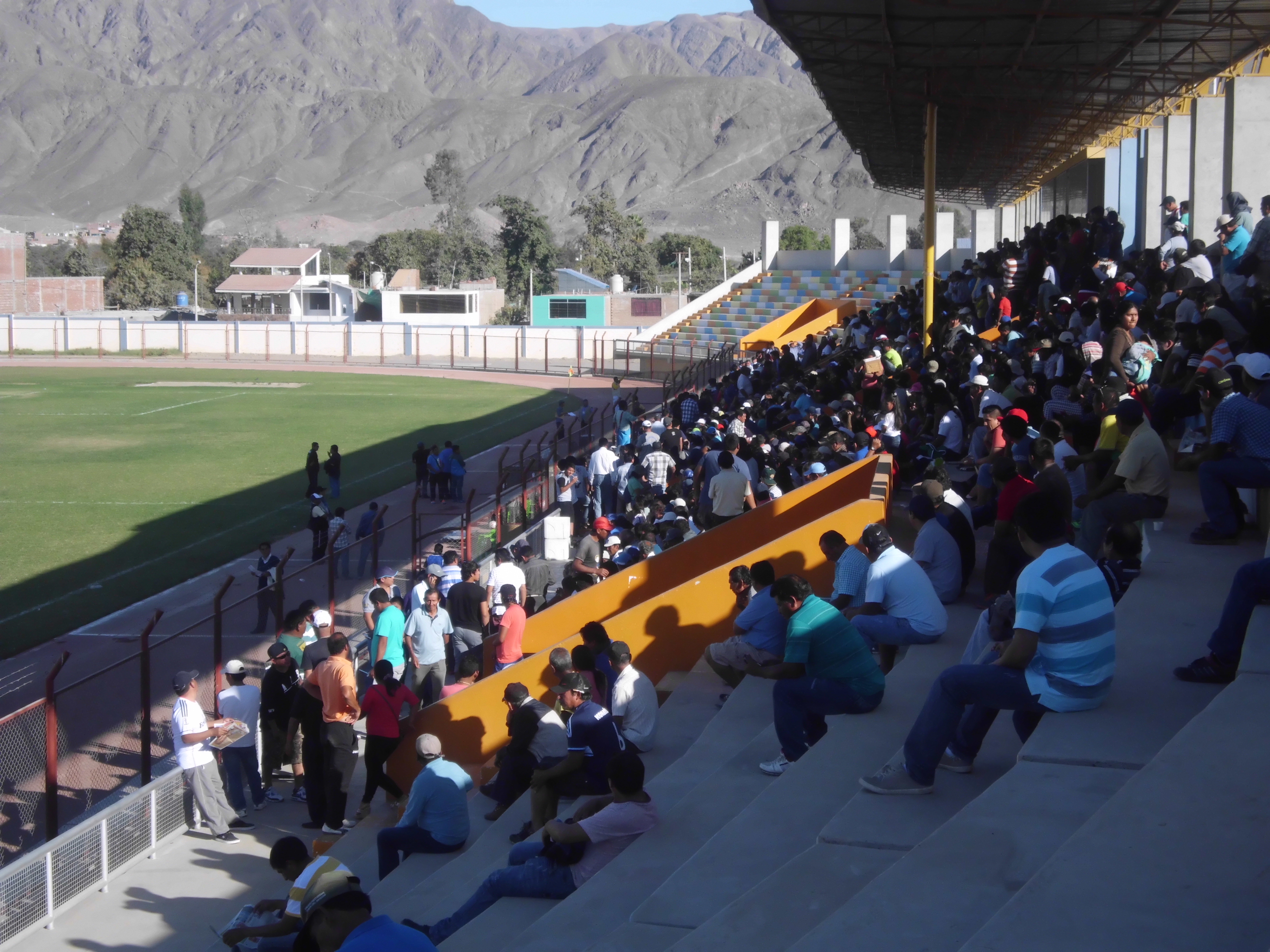
Personas en el Coloso de Nazca.

### SigloXXI

#### Años 2000
El estadio municipal de Nazca fue sede en el 2008 de la etapa regional de la copa Perú 2008 donde participó el cuadro del Juventud Guadalupe de Vista Alegre. Esto ocurrió debido a que el estadio de  Vista Alegre no contaba con las normas técnicas necesarias para esta etapa. Se jugaron 2 partidos, ante el Municipal (Acobamba) y Sport Huamanga (Ayacucho).

#### Años 2010
Hubo críticas por parte de la población Nasqueña al ponerle el nombre de una fecha que se recuerda con pena y dolor. Debido a este malestar, posteriormente en la remodelación del estadio; se decidió cambiar de nombre. Fue así que el 30 de marzo de 2013 se reinauguró el estadio de Nazca con el nombre de "Estadio Municipal de Nazca".
En esta década, el Club Social Deportivo Defensor Zarumilla participó en etapas superiores de la Copa Perú (Etapa regional y etapa nacional). Los clubes ajenos a la región Ica que visitaron al cuadro Nasqueño fueron: Unión Minas (Ccochaccasa), Municipal (San Miguel), Municipal (Paucará), Santa Rosa (Huancavelica), Percy Berrocal (Ayacucho) y Unión Pichanaqui (Pichanaqui).
Desde el año 2019 el Santos Fútbol Club de Vista Alegre participa en la Liga 2. Debido a que el Estadio Vista Alegrino no cuenta con el aforo requerido, el equipo juega sus partidos de local en el estadio Nasqueño.

#### Años 2020
En los años 2020 y 2021 no hubo realización de eventos deportivos debido a la pandemia de COVID-19.
Luego de disminuir la tasa de mortalidad causada por la pandemia, en el año 2022 se disputó la Liga 2 siendo el representante de Nazca y del departamento de Ica el Santos FC. 
Desde el año 2025, el estadio albergara encuentros de Liga 3 tras el ascenso de Juventud Santo Domingo también proveniente de la ciudad de Nazca. 

## Eventos que se realizaron el 2023
- Segunda División de la liga distrital de Nazca.
- Copa Perú - Etapa distrital.
- Copa Perú - Etapa provincial.
- Liga 2 - Con el Santos FC (Vista Alegre).

## Galería de imágenes

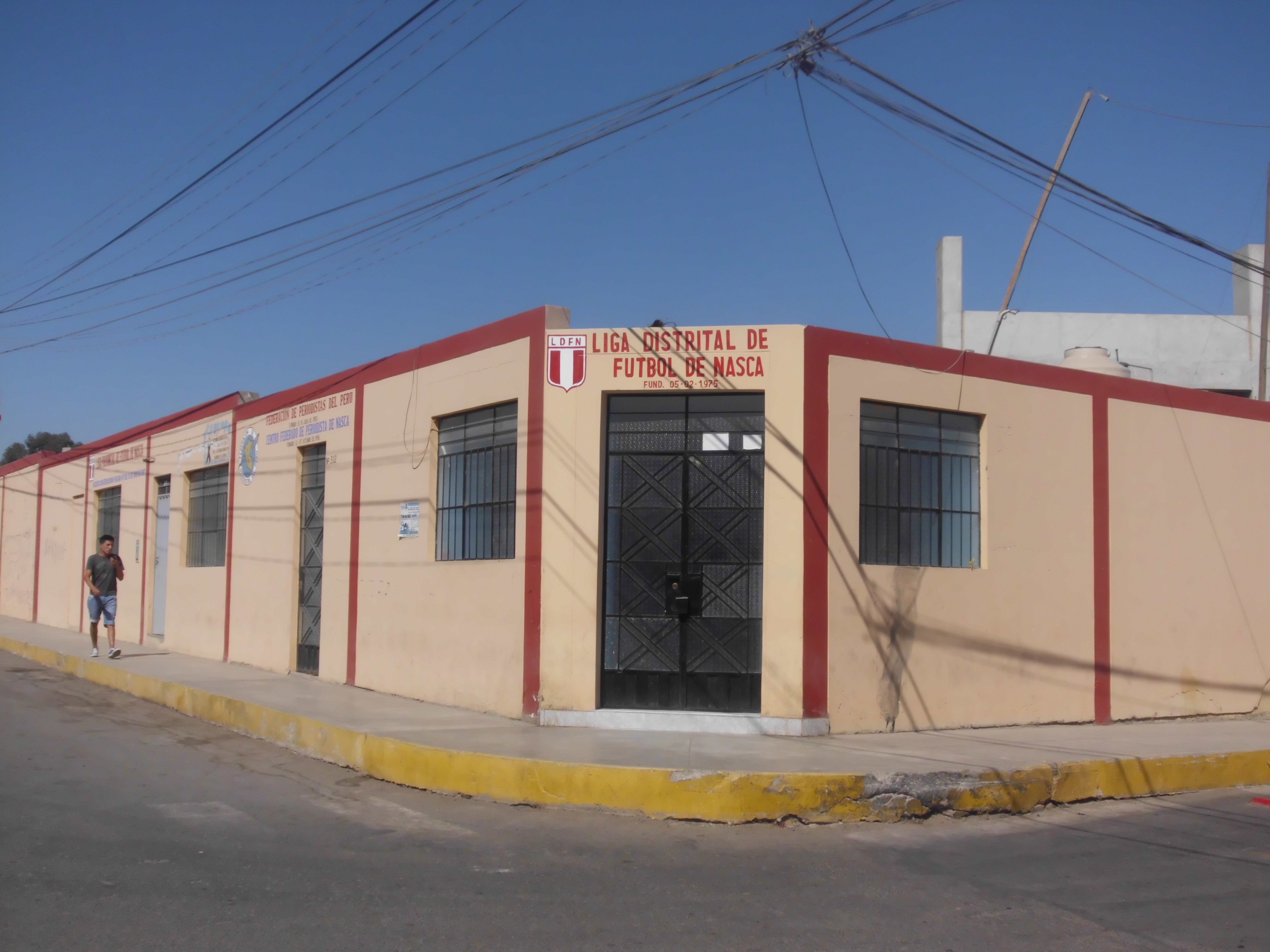
Oficina de la liga distrital de Nasca.
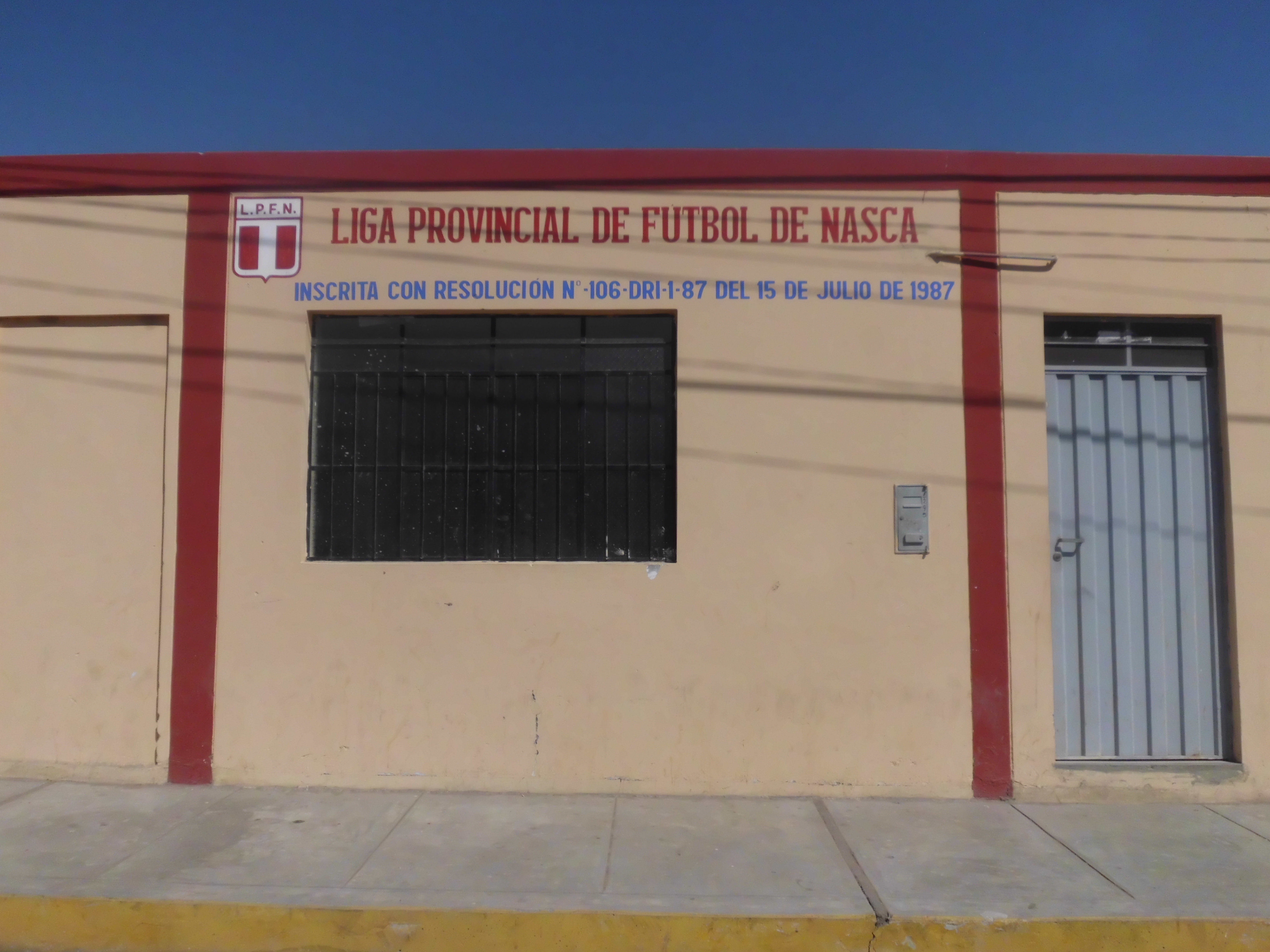
Oficina de la liga provincial de Nasca.
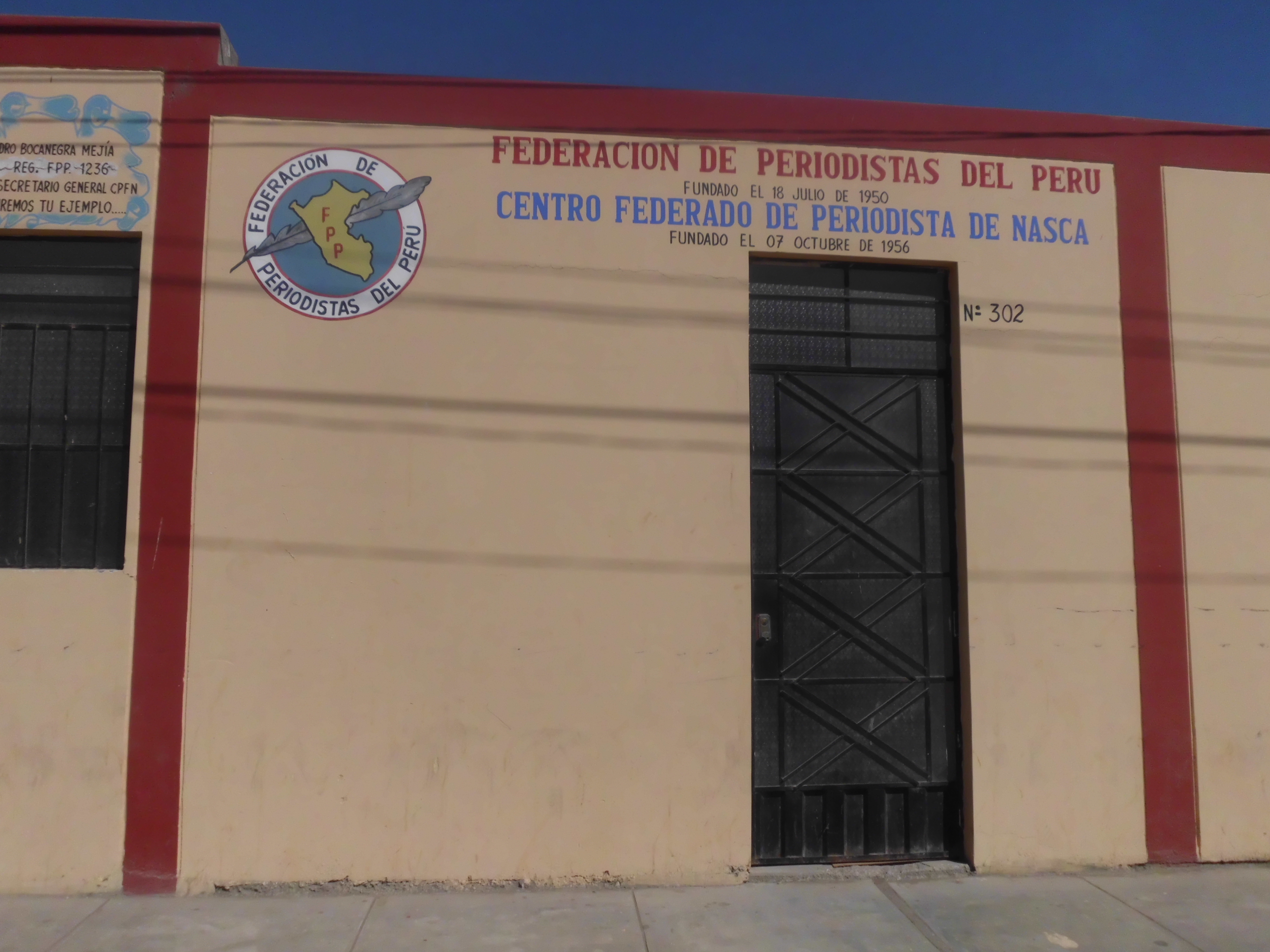
Local del centro federado de periodistas de Nasca.
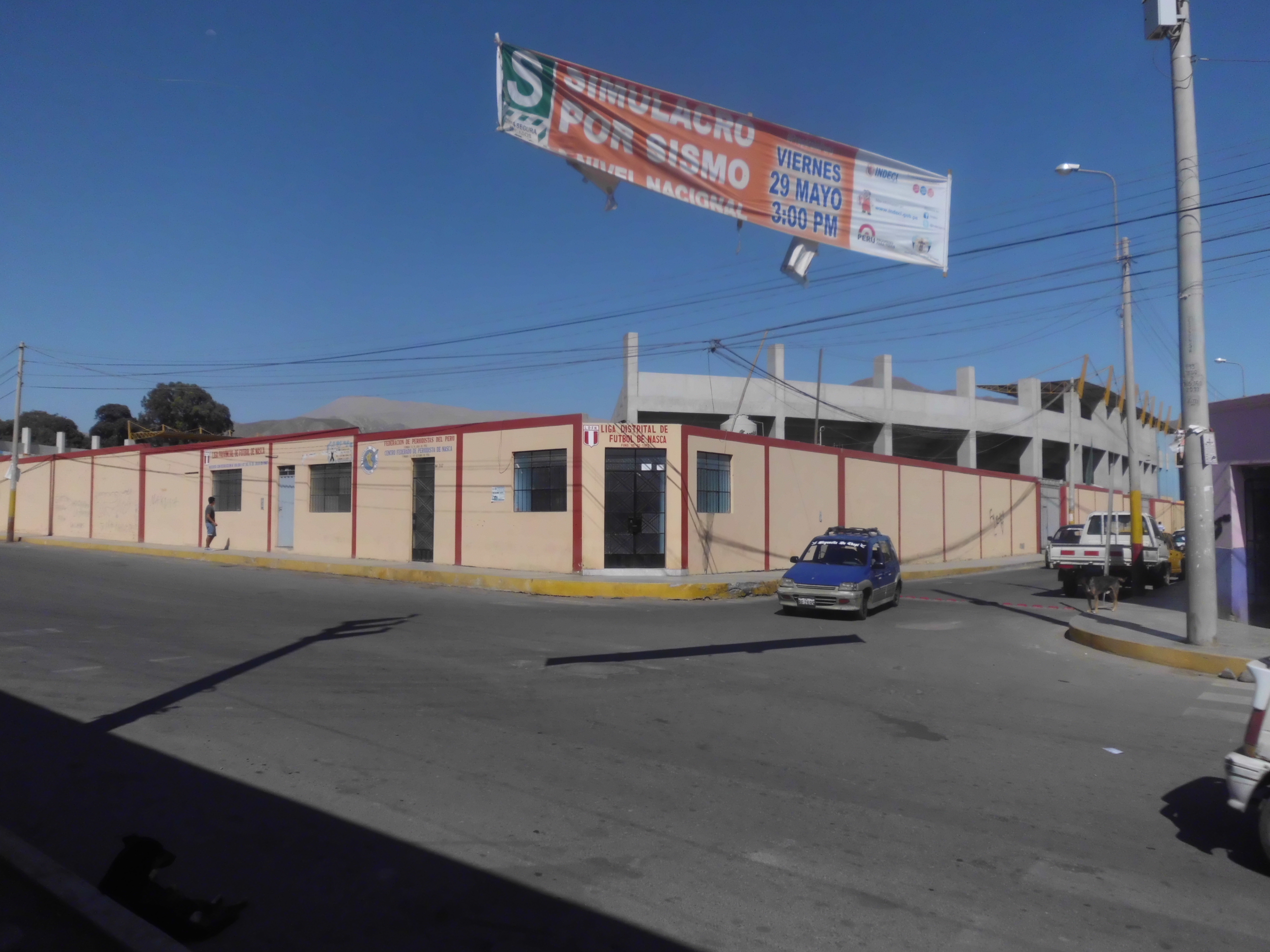
Estadio Municipal de Nasca visto desde afuera.
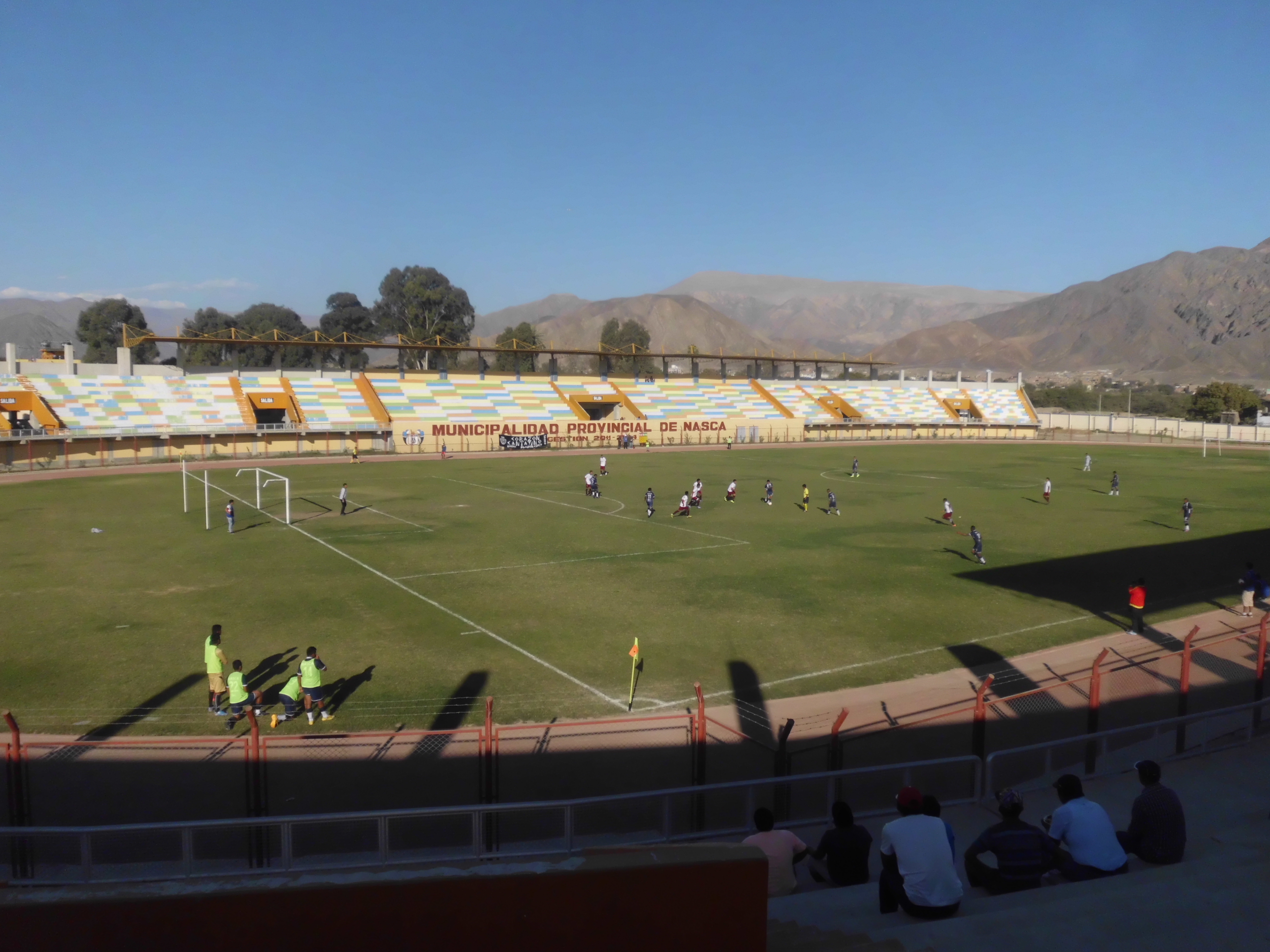
Partido de fútbol por Copa Perú - Etapa departamental de Ica.

## Eventos importantes
- Segunda División del Perú, donde participó el Club Social Deportivo Juan Mata en los años 1990-1991.

- Etapa regional 2008, donde participó el Juventud Guadalupe de Vista alegre.

- Final de Copa Perú etapa departamental (2011), donde disputaron el Defensor Zarumilla vs Sport Alianza Pisco.

- Etapa regional 2011, donde participó el Defensor Zarumilla.

- Etapa regional 2013, donde participó el Defensor Zarumilla.

- Campeonato Nacional infantil de atletismo 2013.

- Etapa regional 2014, donde participó el Defensor Zarumilla.

- Etapa nacional 2014, donde participó el Defensor Zarumilla.
- Liga 2, donde participa el Santos Fútbol Club de Vista Alegre.
- Liga 3, donde participa el Juventud Santo Domingo.